# フォレストエイカーズ (サウスカロライナ州)
フォレストエイカーズ（英: Forest Acres) は、アメリカ合衆国サウスカロライナ州中央部のリッチランド郡に位置する都市である。2010年国勢調査での人口は10,361 人だった。リッチランド郡を始め5つの郡で構成されるコロンビア大都市圏に属している。2014年の都市圏人口推計では80万人を超えている。

## 地理
フォレストエイカーズ市は北緯34度2分19秒 西経80度58分3秒 / 北緯34.03861度 西経80.96750度 (34.038687, -80.967446)に位置している。州都コロンビア市の北側に、半ば囲まれるようにしてある。
アメリカ合衆国国勢調査局に拠れば、市域全面積は5.0平方マイル (12.9 km2)であり、このうち陸地4.6平方マイル (11.9 km2)、水域は0.39平方マイル (1.0 km2)で水域率は7.46%である。

## 教育

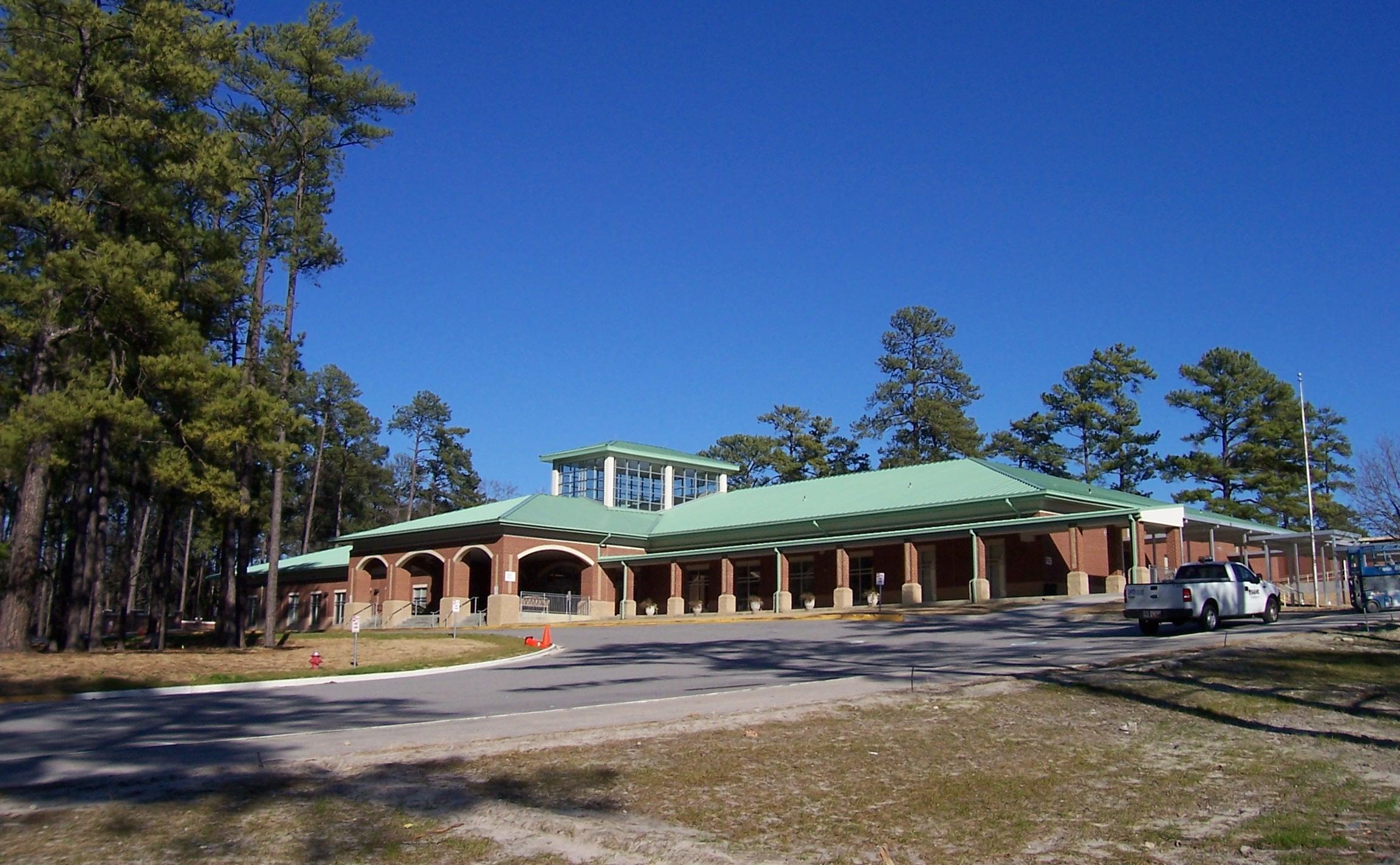
A・C・フローラ高校

A・C・フローラ高校がフォレストエイカーズの高校生を受け入れており、リッチランド郡第1教育学区に属している。

## 市政府
フォレストエイカーズ市は1人の市長と4人の委員で構成される市政委員会が統治している。市長、市政委員共に任期は4年間である。市政委員のうち2人が2年毎に改選される。
2015年時点の市長はフランク・J・ブランソンである。1995年7月1日から市政委員を務め、2003年に市長に当選してから4期目に入っている。現任期は2019年までである。市政委員の中から1人の市長代行を互選している。

## 人口動態
以下は2000年の国勢調査による人口統計データである。
| 基礎データ - 人口: 10,558 人 - 世帯数: 4,987 世帯 - 家族数: 2,842 家族 - 人口密度: 888.1人/km2（2,300.9 人/mi2） - 住居数: 5,232 軒 - 住居密度: 440.1軒/km2（1,140.2 軒/mi2） 人種別人口構成 - 白人: 80.87% - アフリカン・アメリカン: 15.52% - ネイティブ・アメリカン: 0.19% - アジア人: 1.16% - 太平洋諸島系: 0.01% - その他の人種: 1.02% - 混血: 1.22% - ヒスパニック・ラテン系: 2.54% 年齢別人口構成 - 18歳未満: 19.9% - 18-24歳: 6.6% - 25-44歳: 27.6% - 45-64歳: 23.7% - 65歳以上: 22.2% - 年齢の中央値: 42歳 - 性比（女性100人あたり男性の人口） - 総人口: 81.2 - 18歳以上: 77.1 | 世帯と家族（対世帯数） - 18歳未満の子供がいる: 22.6% - 結婚・同居している夫婦: 44.0% - 未婚・離婚・死別女性が世帯主: 10.7% - 非家族世帯: 43.0% - 単身世帯: 37.3% - 65歳以上の老人1人暮らし: 15.9% - 平均構成人数 - 世帯: 2.09人 - 家族: 2.76人 収入と家計 - 収入の中央値 - 世帯: 46,628米ドル - 家族: 62,026米ドル - 性別 - 男性: 38,277米ドル - 女性: 31,438米ドル - 人口1人あたり収入: 29,907米ドル - 貧困線以下 - 対人口: 7.4% - 対家族数: 5.2% - 18歳未満: 12.0% - 65歳以上: 3.9% |